# Affekt-Priming-Modell
 Das Affekt-Priming-Modell (Affect priming model) bezeichnet ein von J. P. Forgas vorgelegtes Modell, das auf Erkenntnissen der Forschung zum Priming aufbaut und das die selektive Aktivierung und erhöhte Zugänglichkeit von mit dem Affekt oder der Stimmung kongruenten Gedächtnisinhalten betont, die schließlich in die soziale Informationsverarbeitung einfließen.
Affektives Priming wird dann den stärksten Einfluss auf die Eindrucksbildung aufweisen, wenn eine hohe Wahrscheinlichkeit der Elaboration vorliegt. Das ist dann der Fall, wenn ein Stimulusobjekt z. B. von einem Prototyp abweicht und der Beurteiler deshalb intensiver zum Nachdenken veranlasst wird.
Das Affekt-Priming-Modell ist nicht zu identisch mit dem Affective Priming Paradigma von Fazio et al. In dieser Versuchsanordnung bewerten Probanden Wörter als positiv oder negativ. Dabei wirken sich (subliminal, d. h. bewusst kaum wahrnehmbare) Prime-Wörter auf die Antwortzeit und Fehlerrate aus, je nachdem, ob sie ebenfalls positiv oder negativ sind. Dieser Effekt (Affective Priming Effect) wird als Korrelat und Beleg für die automatische affektive Bewertung von Wörtern (oder allgemeiner Reizen) angesehen.